# Église Saint-Bernard de Clairvaux
L'église Saint-Bernard de Clairvaux est une église et un cloître médiéval espagnol déménagés et reconstruits en Floride. C'est maintenant un lieu de culte et un musée.

## Historique
Construit au XIIe siècle en Espagne, à Sacramenia dans la province de Ségovie, entre 1133 et 1141, le monastère cistercien Santa Maria la Real (de) est renommé en l'honneur de Bernard de Clairvaux lorsqu'il fut canonisé. Le monastère demeure en activité durant 700 ans avant d'être confisqué durant les années 1830, sous le règne d'Isabelle II d'Espagne.
Le cloître et ses bâtiments attenants sont achetés par William Randolph Hearst en 1925 pour être transportés aux États-Unis. Chaque pierre est soigneusement démantelée, identifiée et emballée dans des caisses en prévision du transport. Le chargement contenait 11 000 caisses.
À l'arrivée aux États-Unis, le chargement est toutefois placé en quarantaine en raison d'une épidémie de fièvre aphteuse déclarée en Espagne. Par crainte de contagion, les pierres sont retirées des caisses de bois et la paille qu'elles contiennent est brûlée. Mais au moment de remettre les pierres dans les caisses, plusieurs erreurs se produisent, altérant du même coup l'identification des pierres en vue de leur réassemblage. De plus, les difficultés financières de Hearst l'obligent à surseoir à son projet. Les pierres sont alors entreposées dans un entrepôt de Brooklyn à New York jusqu'en 1952 où elles sont rachetées par Raymond Moss et William Edgemon qui les font transporter au nord de Miami en Floride.
Dix-neuf mois d'efforts sont alors nécessaires pour réassembler les bâtiments. Certaines différences avec la construction originale se glissent néanmoins dans le projet. Des pierres dépareillées sont laissées sur le terrain ou interviennent dans la construction d'autres édifices. Le plancher d'origine en petits pavés est remplacé par des dalles de céramique. Les blasons accrochés dans le cloître proviennent de la collection de Hearst. Le site est finalement ouvert au public sous le nom d'Ancien monastère espagnol.
En 1964, Robert Pentland rachète le site et en fait don à la nouvelle paroisse Saint Bernard de Clairvaux.
Le cloître est la plus vieille construction aux États-Unis et est classé site historique (Registre national des lieux historiques).

## Description
Le cloître possède deux bâtiments attenants :
- Une chapelle, utilisée autrefois comme réfectoire, sert de lieu de culte. Elle contient deux tableaux de la Renaissance, dont un représente saint Bernard, et des vitraux figurant saint Jean. On y retrouve également un bas-relief en marbre des années 1650 d'artiste inconnu. Il représente la visite des rois mages. À l'entrée, la petite cloche de fer servait autrefois à appeler les moines pour le repas.
- La salle de chapitre avec ses plafonds voûtés favorisant l'acoustique pour le chant.

Plusieurs pierres du cloître portent une marque gravée (étoiles, croissant, croix, épis, etc.). Ces marques étaient la signature du maçon ayant taillé la pierre. À l'entrée, les dix blasons représentent les armes des familles ayant soutenu la construction du monastère.
Deux grandes statues sont disposées dans le cloître. Une représente Alphonse VII grâce à qui la construction du monastère débuta. L'autre est Alphonse VIII, petit-fils du précédent, représenté à l'âge de 15 ans. C'est durant son règne que le monastère fut achevé.
Dans le jardin du cloître, la margelle date du IIe siècle.
Le jardin entourant le cloître est constitué d'un millier d'espèces de plantes et d'arbres. Des statues données durant les années 1970 y sont installées.
La salle d'accueil sert également de musée. En plus d'un historique photographique de la reconstruction du cloître, on y retrouve différents objets de valeur, dont un cabinet du XVIe siècle qui servait à entreproser des objets religieux, une chasuble du XIXe siècle, un livre de cantiques peint à la main sur de la peau de brebis, un autre cabinet ayant appartenu au pape Urbain VII et deux armures.

## Galerie

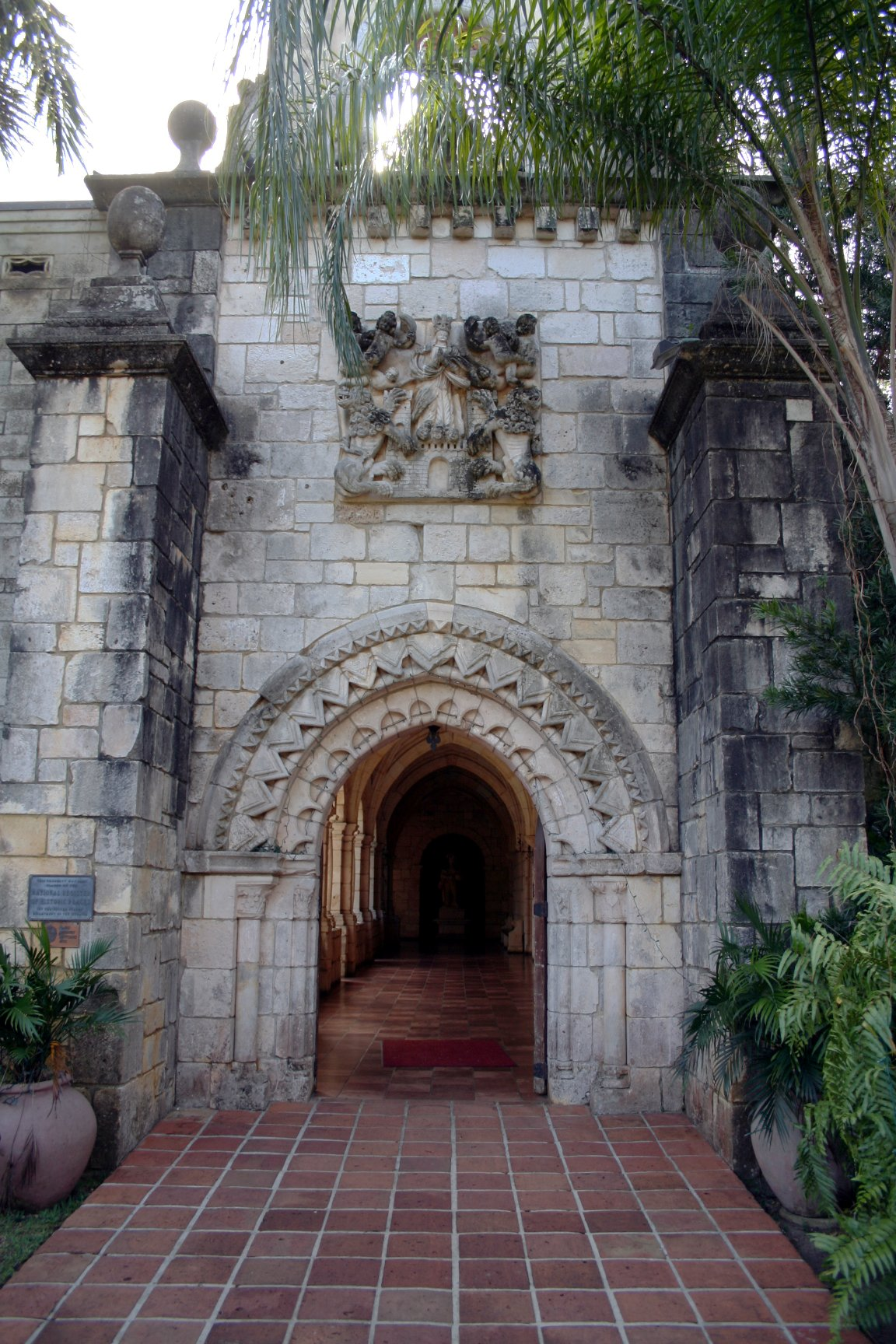
Entrée du cloître.
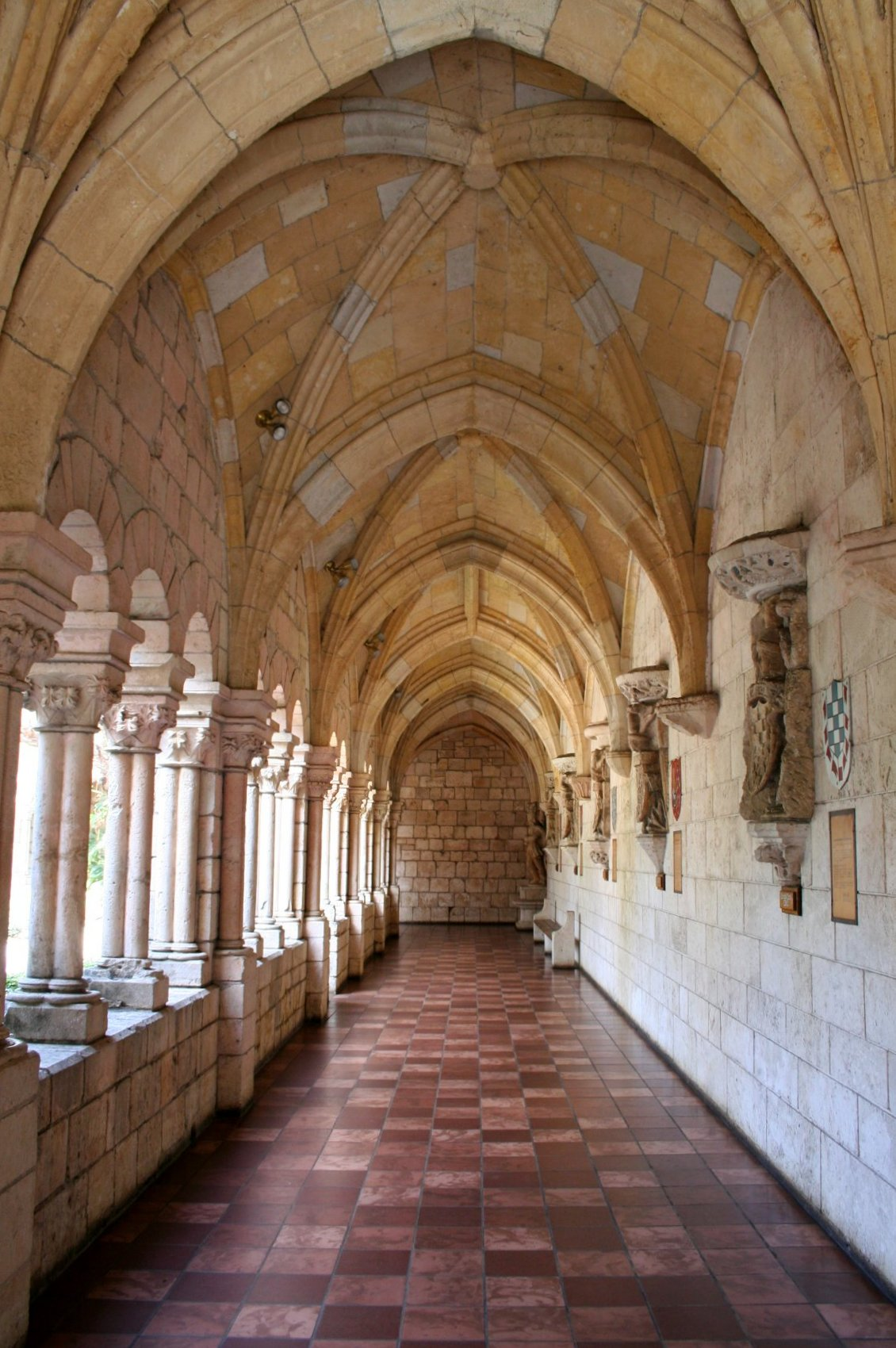
Vue du cloître.
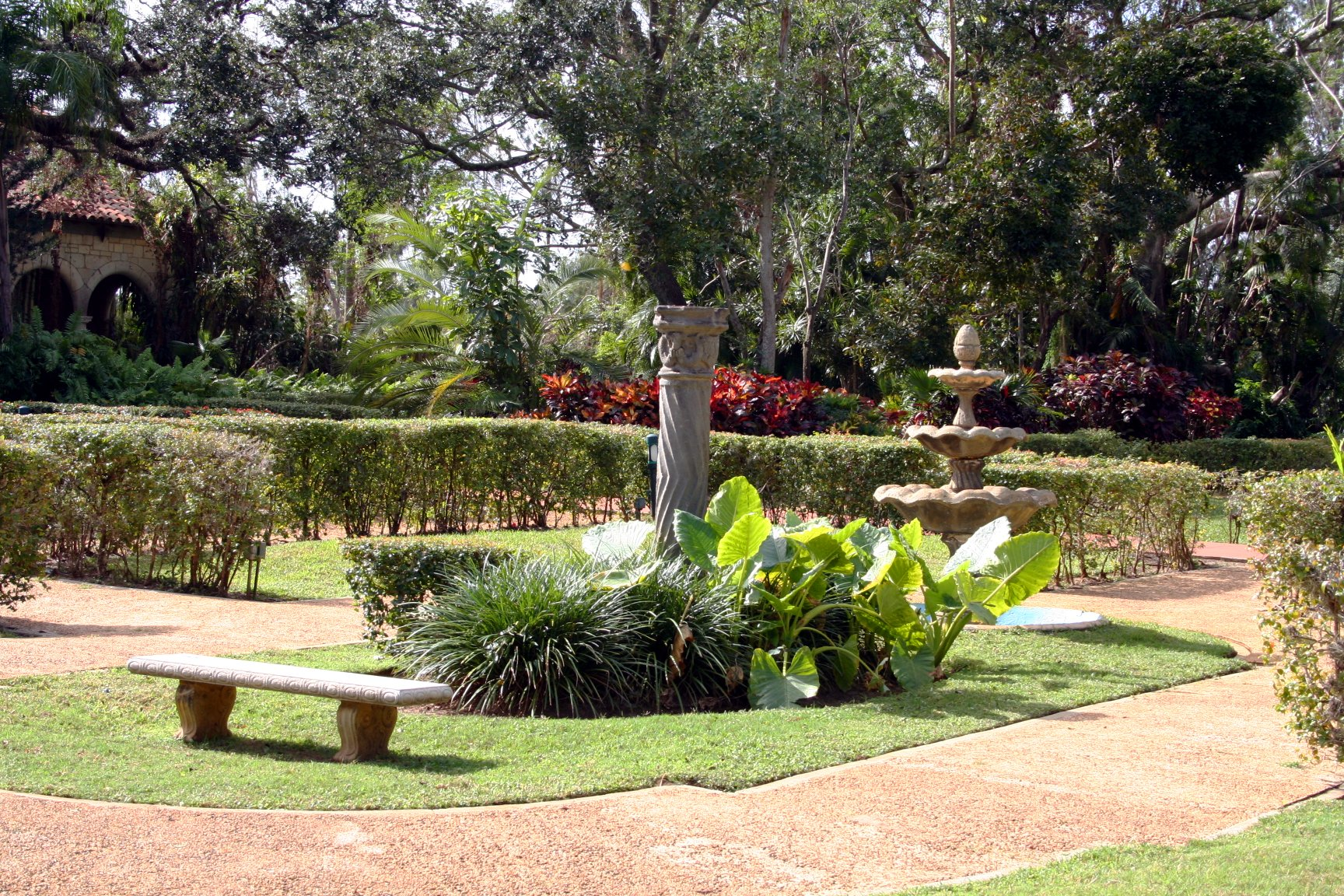
Les jardins du site.